# Merina (dialect)
Merina (merina) is het bekendste dialect van het Plateaumalagasi. Het wordt gesproken in de Afrikaanse eilandnatie Madagaskar, doet daar dienst als officiële landstaal (het is de officiële variëteit van het Plateaumalagasi (dat naast het Frans als officiële taal dienstdoet) en is bijgevolg de (Plateau)malagasi-standaardtaal), en wordt door de Merina in en rond Antananarivo gesproken.

## Dialectgebied
Het Merina heeft een in vergelijking met de andere Plateaumalagasidialecten een groot en eivormig gebied centraal in het land, in de nationale hoofdstad Antananarivo en ver daar buiten naar alle windrichtingen toe, hoofdzakelijk strekt het gebied zich vanuit de hoofdstad gezien naar het westen en zuiden uit, in iets mindere mate naar het noorden en tussen de hoofdstad en het Bezanozanogebied in het oosten is het Merinatalig gebied het dunst. In het noordoosten wordt het gebied door het zusterdialect Sihanaka begrensd en in het oosten vervult het Bezanozano, nog een Plateaumalagasidialect, die taak. Het derde en laatste dialect van dezelfde taal waar het Merina aan grenst is het Betsileo in het zuiden.
Het Merina mag ook twee aparte talen tot zijn buren rekenen, te weten het Sakalava-Malagasi in het westen en noorden en het Zuidelijk Betsimisaraka-Malagasi in het zuidoosten.